# コリアービル (テネシー州)
コリアービル（Collierville）は、アメリカ合衆国テネシー州のシェルビー郡にある町。
人口は5万1324人（2020年）。メンフィスの東に位置している。郡内ではメンフィスに次いで歴史の古い町であり、メインストリートはアメリカ合衆国国家歴史登録財に登録されている。近年はベッドタウン化が進行しており人口は増加傾向にある。インド系アメリカ人のコミュニティーがある。

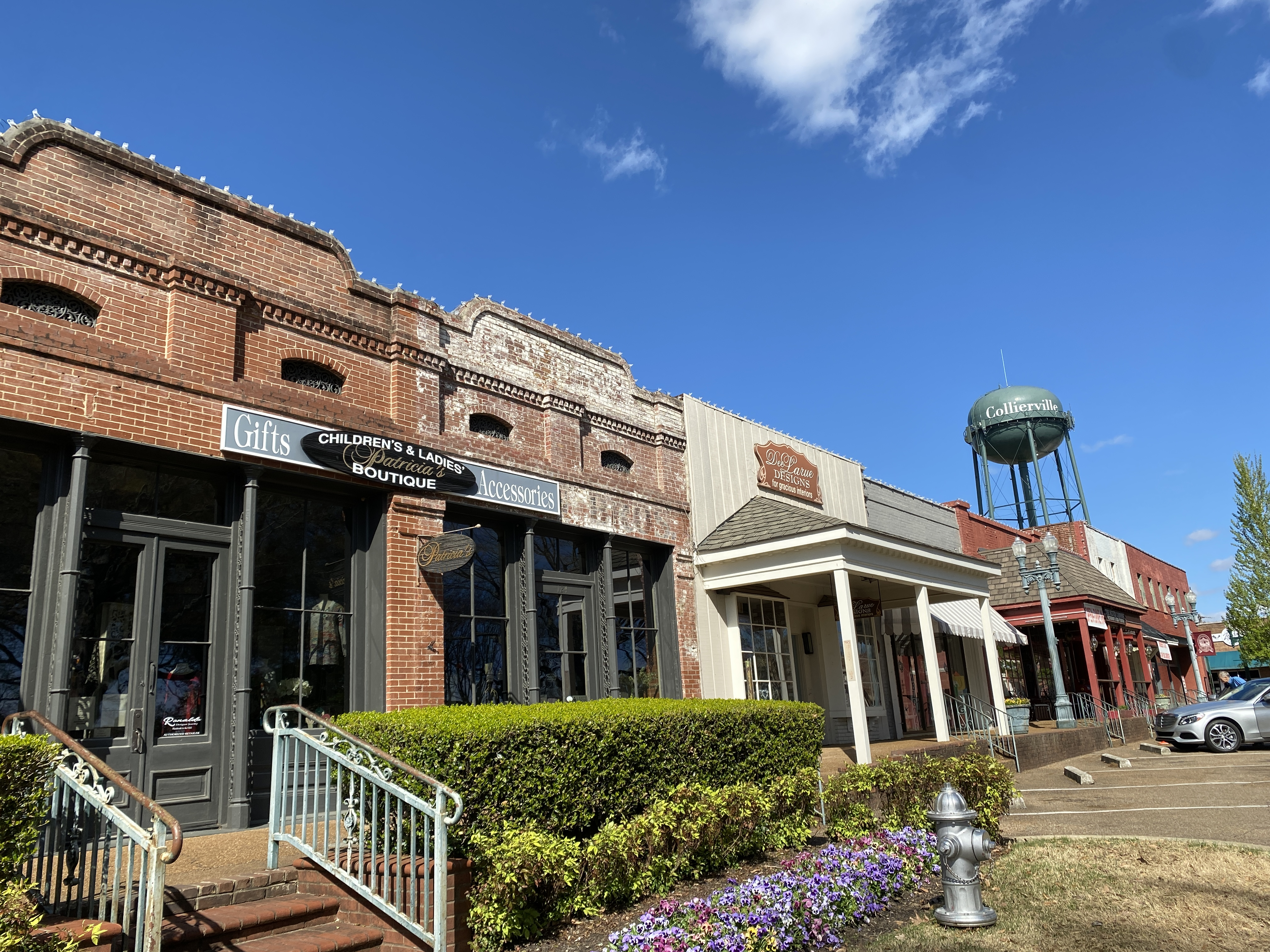
街並み